# Louie Bickerton

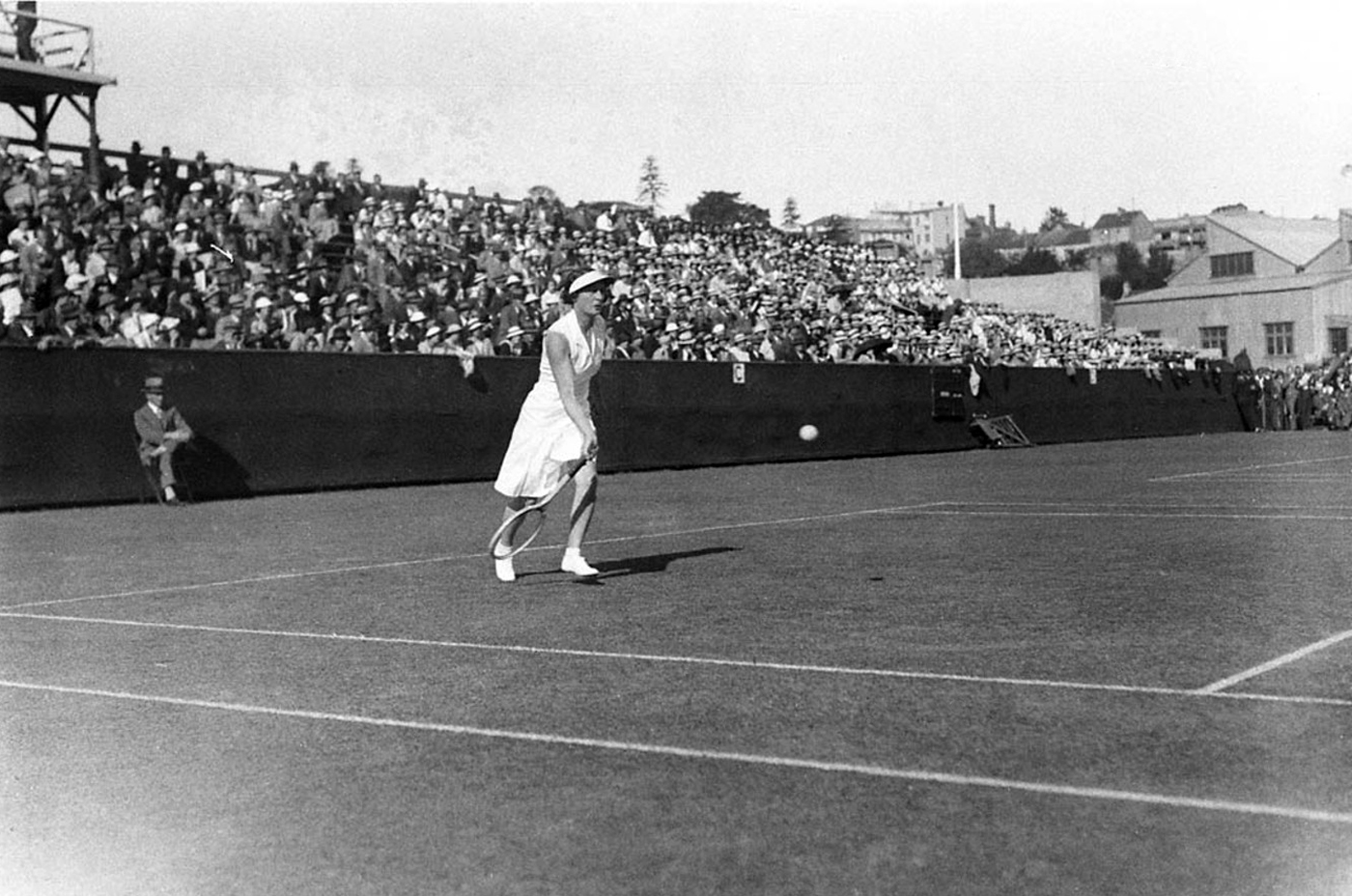
Louie Bickerton

Louie Mildred Bickerton (* 1902 in Clifton Hill, Victoria, Australien; † 6. Juni 1998) war eine australische Tennisspielerin. 

## Karriere
Bickerton gewann in ihrer Karriere drei Titel im Damendoppel und einen im gemischten Doppel bei den australischen Tennismeisterschaften (heute Australian Open). Den ersten Erfolg feierte sie gemeinsam mit Meryl O’Hara Wood 1927. Zwei Jahre später, im Jahr 1929, war sie mit Daphne Akhurst erfolgreich. Den Sieg in dieser Konkurrenz konnte sie 1931 mit Akhurst wiederholen. Vier Jahre später (1935) holte sie mit dem Franzosen Christian Boussus den Titel im Mixeddoppel. 
Bickerton war auch privat mit Daphne Akhurst Cozens bis zu deren Tod 1933 befreundet und heiratete 1935 Daphnes Witwer. Mit ihm war sie bis zu ihrem Tod 63 Jahre zusammen.